# Hakea gilbertii
Hakea gilbertii (лат.) — кустарник, вид рода Хакея (Hakea) семейства Протейные (Proteaceae), произрастает в округе Уитбелт в  Западной Австралии.

## Ботаническое описание
Hakea gilbertii — прямостоячий, очень колючий, густо разветвлённый кустарник, как правило, высотой от 0,6 до 2 м с короткими ветками. Цветёт с августа по сентябрь. Сладкие душистые бело-кремовые или красно-розовые цветы появляются в больших гроздьях в верхних пазухах листьев. Серо-голубые листья тонкие и имеют размер 2—10 см в длину и ширину 1 мм, заканчиваясь очень острой вершиной. Маленькие плоды гладкие между бородавчатыми выпуклостями, заканчивающимися маленьким клювом, обращенным назад.

## Таксономия
Вид Hakea gibbosa был впервые официально описан в 1855 году швейцарским ботаником Карлом Мейсснером. Назван в честь английского натуралиста и исследователя Джона Гилберта.

## Распространение и местообитание
H. gilbertii встречается от Энеаббы на юг через центральную область Уитбелт Западной Австралии до Дамбльюнга. Растёт на песке, суглинке, глине и латеритовом гравии в пустошах и кустарниках. Этот вид предпочитает полное солнце и хорошо дренированную почву. Морозоустойчив и умеренно засухоустойчив. Создаёт благоприятную среду обитания для птиц благодаря своему плотному росту и колючим листьям.

## Охранный статус
H. gibbosa имеет статус «не угрожаемый» от правительства Западной Австралии.